# Juan Señor
Juan Antonio Señor Gómez (Madrid, España, 26 de agosto de 1958) es un exfutbolista y entrenador de fútbol español. Se desempeñaba como medio centro ofensivo y destacó sobre todo en el Real Zaragoza de la Primera División de España. Es el jugador del Real Zaragoza que más veces ha vestido la camiseta de la Selección de fútbol de España. Dirigió al Pontevedra Club de Fútbol de la Primera Federación. Actualmente no ejerce como entrenador en ningún equipo.

## Trayectoria

### Como jugador
Se inició como futbolista en los juveniles del Real Madrid, donde jugó durante las temporadas 74/75, 75/76 y 76/77. En la temporada 77/78 ya en categoría senior jugó en el C. D. Ciempozuelos, de Tercera División, antes de marchar al Deportivo Alavés, donde jugaría hasta la temporada 80/81 en Segunda División.
En 1981 ficha por el Real Zaragoza donde acabó contabilizando 304 partidos (26.984 minutos) en primera división, hasta que una anomalía cardíaca le obligó a retirarse en 1990.

#### Real Zaragoza
A nivel de club, destaca el triunfo conseguido en la Copa del Rey de 1986 frente al FC Barcelona, con una victoria por 1-0 en la final disputada en el estadio Vicente Calderón, tras haber eliminado previamente al Real Madrid en semifinales. El Real Zaragoza finalizó la temporada 85/86 en cuarto lugar, y Juan Señor fue el tercer máximo goleador con 15 goles (siendo el máximo goleador español), solo superado por Hugo Sánchez (22 goles) y por su excompañero Jorge Valdano (16 goles), ambos delanteros del Real Madrid.
Participó en dos ocasiones en competiciones europeas: Recopa 86/87 (eliminado en semifinales por el Ajax de Johan Cruyff, en el que militaban jugadores como Frank Rijkaard, Dennis Bergkamp y Marco van Basten) y Copa de la UEFA 89/90 (cayendo en dieciseisavos ante el Hamburgo). 
Compartió camiseta con jugadores como Jorge Valdano, Raúl Amarilla, Juan Barbas, Rubén Sosa, Pichi Alonso, Víctor Muñoz, Frank Rijkaard, José Luis Chilavert, Miguel Pardeza, Villarroya, Juan Vizcaíno o Juanito. 
Recibió el Premio Don Balón al mejor futbolista español de la Liga (temporada 82-83), a la vez que su compañero Juan Barbas recibía el premio al mejor futbolista extranjero.

#### Selección nacional
Su gran rendimiento como centrocampista en el Real Zaragoza le convirtió en el jugador zaragocista que más veces ha defendido la camiseta de la selección española, llevándole a jugar 41 partidos, marcando 6 goles, entre los que destacan el definitivo 12-1 contra Malta en la fase de clasificación para la Eurocopa de Francia 84, o el 1-1 frente a Bélgica en los cuartos de final del Mundial de México 86, con el que España consiguió forzar la prórroga. Ambos goles fueron marcados en los últimos minutos de partido.
Debutó con la selección absoluta el 27/10/82 en el estadio de La Rosaleda (Málaga) frente a Islandia, con victoria española por 1-0 en el primer partido de clasificación para la Eurocopa de Francia.
Juan Señor alcanzó el subcampeonato en la Eurocopa 84, jugando como titular en la final ante Francia, en la que España fue derrotada 2-0.
El destino hizo que el mismo estadio en el que debutó presenciara su último partido como internacional, con una derrota por 1-2 frente a Checoslovaquia (24/02/88).
Sus goles con la selección española fueron los siguientes:
- España 1-Holanda 0, partido de clasificación para la Eurocopa 84 (Sevilla, 16/02/83).
- Malta 2-España 3, partido de clasificación para la Eurocopa 84 (La Valetta, 15/05/83).
- Francia 1-España 1, partido amistoso (París, 05/10/83).
- España 12-Malta 1, partido de clasificación para la Eurocopa 1984 (Sevilla, 21/12/83).
- España 2-Dinamarca 1, partido amistoso (Valencia, 11/04/84).
- Bélgica 1-España 1, cuartos de final del Mundial México 86 (Puebla, 22/06/86).

##### Participaciones en Copas del Mundo
| Mundial                        | Sede   | Resultado   |
| ------------------------------ | ------ | ----------- |
| Copa Mundial de Fútbol de 1986 | México | 4° de final |

##### Participaciones en Eurocopas
| Eurocopa      | Sede    | Resultado  |
| ------------- | ------- | ---------- |
| Eurocopa 1984 | Francia | Subcampeón |

### Como entrenador
Tras colgar las botas en 1990, debido a un problema cardiaco, se dedicó a la gestión de su propio campus de fútbol para niños en el Pirineo aragonés (después de varios traslados ubicado en 2015 en Ágreda, Soria) y ha entrenado a varios clubes de fútbol en la Segunda División B de España como CP Mérida, UD Salamanca, Fútbol Club Cartagena y CD Logroñés.
El 27 de febrero de 2023, tras 20 años sin entrenar, se convierte en entrenador del Pontevedra Club de Fútbol de la Primera Federación.

## Clubes

### Como jugador
| Club             | País   | Año       |
| ---------------- | ------ | --------- |
| Ciempozuelos     | España | 1977-1978 |
| Deportivo Alavés | España | 1978-1981 |
| Real Zaragoza    | España | 1981-1990 |

### Como entrenador
| Club                  | País   | Año       |
| --------------------- | ------ | --------- |
| CP Mérida             | España | 1999-2000 |
| UD Salamanca          | España | 2000-2001 |
| Fútbol Club Cartagena | España | 2002-2003 |
| CD Logroñés           | España | 2003-2004 |
| Pontevedra CF         | España | 2023-     |

## Palmarés

### Campeonatos nacionales
| Título       | Club          | País   | Año  |
| ------------ | ------------- | ------ | ---- |
| Copa del Rey | Real Zaragoza | España | 1986 |

### Distinciones individuales
| Distinción       | Año       |
| ---------------- | --------- |
| Premio Don Balón | 1982-1983 |